# William Robinson (politicus)
William Robinson (S.S. Brilliant, 18 april 1820 – Middelburg, 26 augustus 1914) was een Voortrekker en politicus van Britse afkomst die een prominente rol had in de vroege geschiedenis van de Zuid-Afrikaansche Republiek (Transvaal).

## Biografie
Robinson werd in 1820 geboren aan boord van de S.S. Brilliant, een schip dat de Britse kolonisten van 1820 naar Zuid-Afrika bracht. In 1838 werd hij onderwijzer in Cradock, maar kon zich beter vinden in de idealen en tradities van de Voortrekkers en migreerde mee met de Grote Trek. Hij integreerde zich volledig met de Boeren en sprak en schreef vloeiend Afrikaans.
In de nieuwe stad Potchefstroom stichtte hij in 1840 de eerste school van Transvaal. Hij was actief lid van de Hervormde Kerk, werd landdrost van Rustenburg en lid van de Transvaalse Volksraad. In 1856 diende hij als voorzitter van het comité dat de constitutie van de republiek opstelde.
In 1872 werd Robinson door zijn levenslange vriend Paul Kruger als presidentskandidaat naar voren geschoven als tegenstander van de liberale kandidaat Thomas François Burgers, maar deze werd verloren met 388 stemmen voor Robinson tegen 2.964 voor Burgers.
Robinson werd op latere leeftijd blind en woonde voor de rest van zijn leven in Middelburg, waar hij in 1914 op 94-jarige leeftijd overleed als laatste van de originele kolonisten van 1820.